# 麻那里
麻那里是元代航海家汪大渊在其著作《岛夷志略》中所記載的一個地方。過往曾被認為是指占吉巴，即今日的桑給巴爾。現時，根据中華人民共和國的韩振华教授考证，認為麻那里一名是马来语Maharani、Marani的对音，意为女人国，其地在澳大利亚北部达尔文港附近。马来人称澳大利亚北部为麻那里。
汪大渊曾亲自访问此地，在所著《岛夷志略》中记述：“界迷里之东南，居坤角之绝岛。石有楠树万枝，周围皆水，有嚎如山立，人少主之。土薄田瘠，气候不齐。俗侈，男女辫发以带捎，臂用金丝，穿五色绢短衫，以朋加剌布为独幅裙系之。地产骆驼，高九尺，土人以之负重。有仙鹤高六尺许，以石为食，闻人拍掌，则耸翼而舞。”
汪大渊文中的“迷里之”是马来语Miraj（死亡）的对音，马来人称澳洲北部为死亡之地。
文中“石楠树”是澳洲的火焰树的中文译名，“耸翼而舞”的仙鹤指澳洲特产的澳洲鹤（brolga），约翰·根室在《澳洲内幕》一书中记述几百只澳洲鹤成群结队地跳舞。
学者廖大珂认为汪大渊文中的“坤角”，指中国海船从泉州出发，取海道针经中的坤角（西南225°），穿过巽他海峡，就抵达绝岛——澳洲北部。廖大珂指出，中国人在宋代已经航行到达澳洲了。
宋朝周去非著《岭外代答》已述及女人国。这女人国就是澳洲北部；直到19世纪，澳洲北部还保持原始社会的母系制度。

## 異議
沈福偉認為麻那里是坦桑尼亞的松戈·姆納拉島（Songo Mnara）。